# Les Quatre Jambes
Pour plus de détails, voir Fiche technique et Distribution.
Les Quatre Jambes est un court métrage français de Marc Allégret, sorti en 1931.

## Synopsis
Le mari et l'amant vont se retrouver à faire les quatre jambes dans un déguisement de cheval lors d'un bal costumé.

## Fiche technique
- Titre français : Les Quatre Jambes
- Réalisation : Marc Allégret
- Assistants : Yves Allégret, Claude Heymann
- Scénario : Marc Allégret et Georges Dolley, d'après la nouvelle éponyme de Georges Dolley
- Photographie : Theodor Sparkuhl
- Montage : Jean Mamy
- Musique : Pascal Bastia
- Décors : Gabriel Scognamillo
- Son : D.F. Scanlon, Robert Bugnon
- Photographe de plateau : Roger Forster
- Producteurs : Pierre Braunberger, Roger Richebé
- Directeur de production : Roger Woog
- Société de production : Les Établissements Braunberger-Richebé
- Société de distribution :  Les Artistes Associés
- Exportation / Vente internationale : Les Films du Jeudi
- Pays d’origine :  France
- Langue originale : français
- Format : Noir et blanc — 35 mm — 1,33:1 — Son : Mono
- Genre : Comédie
- Durée : 25 minutes

## Distribution
- Janie Marèse : Janine Mezoui, la femme
- Julien Carette : Hector Mezoui, le mari
- Marcel Dalio : Edgar Landres, l'amant
- André Pierrel : M. Collignon
- Monette Dinay : la bonne
- Micheline Bernard : la couturière
- Paul Hubert fils : Stanislas Carton
- Nita Malbert : Mme Carton

## À noter
- C'est le dernier film de Janie Marèse.